# 鷲宮神社 (栃木市都賀町)
鷲宮神社（わしのみやじんじゃ）は、栃木県栃木市都賀町家中にある神社。別名は下野国鷲宮神社。現在は都賀町の総鎮守となっている。

## 歴史
大同3年（808年）に創建される。思川の氾濫により、承平元（931年）に現在の地へ遷される。
享保11年（1726年）12月11日に正一位の神階が授与される。
明治34年（1901年）12月14日に旧壬生藩主鳥居家から神額が奉納される。

## 祭神
主祭神
- 天日鷲翔矢命（あめのひわしかけるやのみこと）
- 大己貴命（おおなむちのみこと）

配神
- 闇淤加美神（くらおかみのかみ）
- 息長帯媛命（おきながたらしひめのみこと）
- 豊受姫命（とようけひめのかみ）
- 火産霊命（ほむすびのかみ）

## 境内社
- 闇龗神社（上八龍神社）
- 御嶽神社
- 八龍神社（下八龍神社）
- 愛宕神社
- 八坂神社
- 稲荷神社
- 大杉神社
- 吾妻神社
- 金精神社
- 琴平神社、菅原神社、鹿島神社

## 行事
- 歳旦祭（1月1日）
- 祈年祭（4月13日）
- 八坂祭（旧6月21日）
- 例大祭（酉の市、11月23日）
- 新嘗祭（11月24日）

## 文化財
栃木県指定文化財
- 依田流太々神楽（よだりゅうだいだいかぐら）

源頼家が幼少時に百日咳を患った際、母の北条政子が鶏肉と卵を断って祈願したところ快復し、その礼に正月初酉の日、佐々木高綱を使いとして神馬と舞を奉納したことが起源とされる。

## 交通アクセス
- 東武日光線 家中駅から東へ約2.5km
- 東武宇都宮線 野州大塚駅から北へ約2km